# Walckenaeria fusca
Walckenaeria fusca är en spindelart som beskrevs av Rosca 1935. Walckenaeria fusca ingår i släktet Walckenaeria och familjen täckvävarspindlar. Inga underarter finns listade i Catalogue of Life.